# Friedrich Lembke
Friedrich Hinrich Lembke (* 22. November 1869 in Pinneberg; † 4. Oktober 1958 in Berlin; begraben in Heide) war ein deutscher Pädagoge und Publizist.

## Berufliche Tätigkeiten
Friedrich Lembke war ein Sohn von Hans Hinrich Lembke (* 18. April 1843 in Zennhusen; † 19. Dezember 1923 in Hemme), der als Gärtner und Kaufmann arbeitete. Seine Mutter hieß Wilhelmine Sophie, geborene Lanzau (* 1. Oktober 1847 in Stolpe; † 27. April 1925 in Hemme.)
Lembke hatte neun jüngere Geschwister und verbrachte Kindheit und Jugend ab 1871 in Hemme. Von 1876 bis 1885 besuchte er die dortige Volksschule und arbeitete hier vor Schulabschluss als Schulgehilfe. Danach nahm er Privatunterricht in Sprachen, Geschichte und Naturkunde mit dem Ziel, Lehrer zu werden. Danach unterrichtete er einige Zeit als Unterlehrer in Hohenfelde. Von 1887 bis 1890 absolvierte er das Lehrerseminar in Bad Segeberg, wo er die 1. Lehrerprüfung bestand. Anschließend arbeitete er als Zweiter Lehrer in St. Annen.
1892 bestand Lembke in St. Annen die 2. Lehrerprüfung. Von 1894 bis 1899 wirkte er als Erster Lehrer in Wentorf. Während dieser Zeit nahm er sich Angelegenheiten des Dorfes an, die über die Schulbelange hinausgingen. Er rief eine Geld- und Absatzgenossenschaft ins Leben und engagierte sich im Reichstagswahlbezirk Wentorf für den führenden Reformer Adolf Damaschke. 1899 erhielt Lembke einen Ruf als Mittelklassenlehrer und Organist nach Delve, wo er sich ebenfalls im Genossenschaftswesen engagierte. Er schuf eine Spar- und Darlehenskasse und arbeitete als deren Rendant. Außerdem gründete er eine Fortbildungsschule.
1901 folgte Lembke einem Ruf der gewerblichen und kaufmännischen Fortbildungsschule in Heide. Es handelte sich um die erste hauptamtliche Stelle für einen Gewerbeschullehrer in Preußen. Gemeinsam mit Rektor Hans Siercks schuf Lembke mehrere Lehrbücher. Siercks, Lembke und der Mittelschullehrer M. Dennert kreierten in Altona darüber hinaus 1903 die „Zeitschrift für das gesamte Fortbildungsschulwesen in Preußen“. Lembke publizierte während dieser Zeit außerdem im Bereich der Genossenschaften und hielt entsprechende Vorträge.
1903 gewann Lembke bei einem Lehrerwettbewerb ein Stipendium. Er nutzte es für eine Besichtigung dänischer Volkshochschulen. Die Eindrücke regten ihn zu Überlegungen an, in Schleswig-Holstein ländliche Volkshochschulen ähnlich den dänischen Bildungswerken einzurichten. Zur gleichen Zeit entstanden in Nordschleswig andere deutsche Volkshochschulen. Anders als diese wollte er sich nicht an dänisch-deutschen nationalpolitischen Konflikten beteiligen. Daher wählte er als Schulstandort Holstein. Auf seine Anregung hin entstand der „Verein für ländliche Volkshochschulen in Schleswig-Holstein“. Der Verein richtete 1906 in Albersdorf eine erste Lehreinrichtung ein, die Lembke als Direktor leitete. Als Herausgeber bearbeitete er währenddessen „Die schleswig-holsteinische ländliche Volkshochschule. Zeitschrift für Volksbildung auf dem Lande“. Die Schule in Albersdorf existierte nach einem Brand, der die Einrichtung 1909 vernichtete, nur noch kurzzeitig weiter.
Aufgrund seiner praktischen und publizistischen Arbeiten im Bereich der Genossenschaften und der ländlichen Fortbildungsschulen entwickelte Lembke Kontakte zur Preußischen Regierung und dem seit 1896 existierenden „Deutschen Verein für ländliche Wohlfahrts- und Heimatpflege“. Aus diesem Grund erhielt er 1909 einen Ruf nach Berlin. Er bekam eine Stelle bei dem von Heinrich Sohnrey gegründeten und von diesem geleiteten Verein. 1951 gab Sohnrey die Geschäftsführung an Lembke ab. Damit einhergehend übernahm Lembke die Schriftleitung der Zeitschrift „Das Land“, die Sohnrey im „Verlag der Deutschen Landbuchhandlung“ herausgab. Die meisten sonstigen Publikationen Lembkes zu Sozialpolitik, Heimatkunde und Regionalgeschichte wurden ebenfalls von diesem Verlag veröffentlicht.
Ab 1926 repräsentierte Lembke den Verein bei Versammlungen der International Country Life Commission. Der Staat übertrug ihm 1909 die Leitung von Lehrerschulungen an ländlichen Fortbildungseinrichtungen im Bereich Brandenburg. Diese Tätigkeit, die gegen 1930 endete, übte er neben der Vereinsarbeit aus. Ebenfalls 1909 übernahm er die Redaktion der „Zeitschrift für das ländliche Fortbildungsschulwesen“ in Preußen und wirkte dort bis 1924. Von 1922 bis 1935 lehrte Lembke außerdem an der Landwirtschaftlichen Hochschule Berlin.
Nach der Machtergreifung durch die Nationalsozialisten wurde der Verein, für den Lembke tätig war, „gleichgeschaltet“. Er arbeitete ab 1934 anfangs als Fachstellenleiter im Reichsbund Volkstum und Heimat und wechselte im Folgejahr als Referent zur NS-Kulturgemeinde. Aufgrund der selbstgetroffenen Annahme, dass er hier seiner Arbeit nicht wie zuvor nachgehen könne, beendete er diese Tätigkeit 1936.

## Publizistische Arbeiten im Ruhestand
Lembke ging zurück nach Heide, wo er den Ruhestand verbrachte und weiter publizierte. Er arbeitete bereits seit langer Zeit mit der Westholsteinischen Verlagsanstalt Boyens & Co. zusammen. Insbesondere während des Zweiten Weltkriegs beteiligte er sich im Verlag und der Redaktion des Heider Anzeigers. Darüber hinaus übernahm er die Verantwortung für den 69. bis 71. Jahrgang des „Dr. L. Meyns Schleswig-Holsteinischer Hauskalenders“, die zwischen 1939 und 1941 erschienen. Während dieser Zeit resümierte er sein Leben und verfasste hierzu viele Konzepte, Denkschriften und andere Werke, die größtenteils unveröffentlicht blieben.
Seit den frühen 1940 schrieb Lembke an seinen „Lebenserinnerungen eines ländlichen Volkserziehers“. 1952 beendete er die Aufzeichnungen mit „Volksschule und Volkshochschule auf dem Lande“. Basierend auf seinem Werdegang verfasste er Konzepte zur „Eigengestaltung des bäuerlichen Schul- und Bildungswesen“, veröffentlicht 1947. Daraus resultierte auch „Die schleswig-holsteinische Landschule. Rückblick und Ausblick“ aus dem Jahr 1951. 1943/44 erarbeitete er einen Bericht über die Gründung und das Wirken des Deutschen Vereins für ländliche Wohlfahrts- und Heimatpflege. Da das Vereinsarchiv und das Inventar der Deutschen Landbuchhandlung gegen Ende des Krieges zerstört wurden, ist Lembkes Arbeit eine bedeutende Quelle für die Geschichte dieses Vereins.
Zu Kriegszeiten notierte Lembke seine „Leitsätze für eine eigengesetzliche Gestaltung des deutschen Bauerntums“. Auf einer aktualisierten Fassung dieses Werkes basierend versuchte er ab 1945, die ländliche freie Wohlfahrtspflege gemäß den Idealen Sohnreys wiederherzustellen. Dazu gehörten beispielsweise die „Mittelstelle für Sohnrey-Arbeit“ aus dem Jahr 1946 oder der „Arbeitskreis für Landleben“, gegründet 1949.
Nach Kriegsende engagierte sich Lembke, schlussendlich erfolglos, dafür, alte Kontakte wiederherzustellen und neue Beziehungen aufzubauen. Seine Aktivitäten hatten wenig mit dem tatsächlichen Geschehen dieser Zeit zu tun; keine Entwicklungen der Nachkriegsjahre gehen eindeutig auf ihn zurück. Lembke verstand unter dem Begriff des „Landlebens“ eine alte ländliche Gesellschaft, die sich jedoch bereits stark veränderte. Er selbst dachte konservativ und sah als Basis einer sozialen Verfassung der ländlichen Gesellschaft dezentralisiertes, wirtschaftlich eigenverantwortliches Handeln. Diese Ansichten galten nach dem Krieg aber als überholt.

## Familie
Lembke heiratete am 28. Januar 1894 in Bordelum Maria Magdalena Johannsen (* 2. April 1868 in Büttjebüll; † 30. Mai 1953 in Heide). Ihr Vater war der Landsmann Marten Johannsen, der mit Margaretha Boysen verheiratet war. Das Ehepaar Lembke hatte zwei Söhne und vier Töchter.